# ポクロウシク
- ポクロウスク[1]

ポクロウシク (ウクライナ語: Покровськ, 発音 [poˈkrɔu̯sʲk] ( 音声ファイル), Pokrovsk; ロシア語: Покровск;  2016年まではウクライナ語: Красноармі́йськ, Krasnoarmiisk; ロシア語: Красноармейск; 1938年まではロシア語: Гришино, Grishino; ウクライナ語: Гришине, Hryshyne) は、ウクライナドネツィク州の市であり、ポクロウシク地区の行政の中心である。 2020年以前は、州内重要市として制定されていた。人口は2021年推計で61,161人。

## 人口統計
2017年8月1日時点のポクロウシクの人口は75,205人。
2001年国勢調査のデータによる民族内訳:
|                    | 人口   | 割合（%） |
| ------------------ | ------ | --------- |
| ウクライナ人       | 62,158 | 75.0      |
| ロシア人           | 18,299 | 22.1      |
| ベラルーシ人       | 558    | 0.7       |
| アルメニア人       | 307    | 0.4       |
| アゼルバイジャン人 | 215    | 0.3       |

2001年ウクライナ国勢調査による母語の割合:
- ロシア語  59.8%
- ウクライナ語  39.4%
- アルメニア語  0.2%
- ベラルーシ語  0.1%

## 2022年ロシアのウクライナ侵攻
- 2023年8月7日 - 住宅地にロシアからのミサイルが着弾。救出作業中に再度ミサイル攻撃が行われたため、救助活動を行っていた者も巻き込まれた。死者9人、負傷者82人[9]。
- 2024年8月19日‐ウクライナ当局はロシア軍が急速にポクロウシクに迫ってきているため、子供がいる世帯の住民に対し避難を命じた。現在同市には5万3000人以上の住民が残っている[10]。
- 2024年12月-ポクロウシクにロシア軍が約３kmのところまで迫っており既にポクロウシク周辺の地域で戦闘が起こっている。[11]市内はロシア軍の砲撃や爆撃によりほとんどの住宅街が被害にあいガス、水道、電気などが途切れた。

## ギャラリー

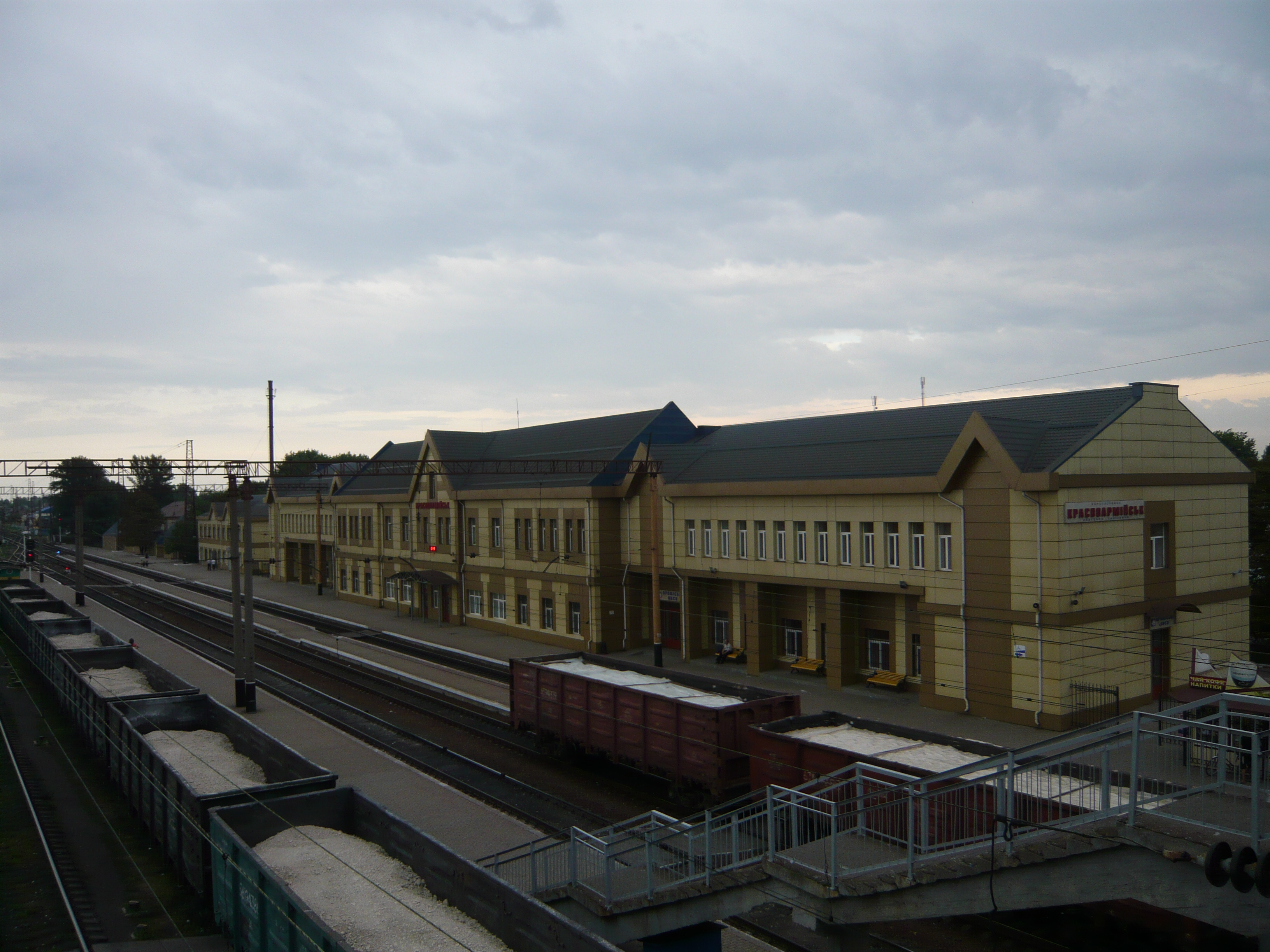
ポクロウシク鉄道駅
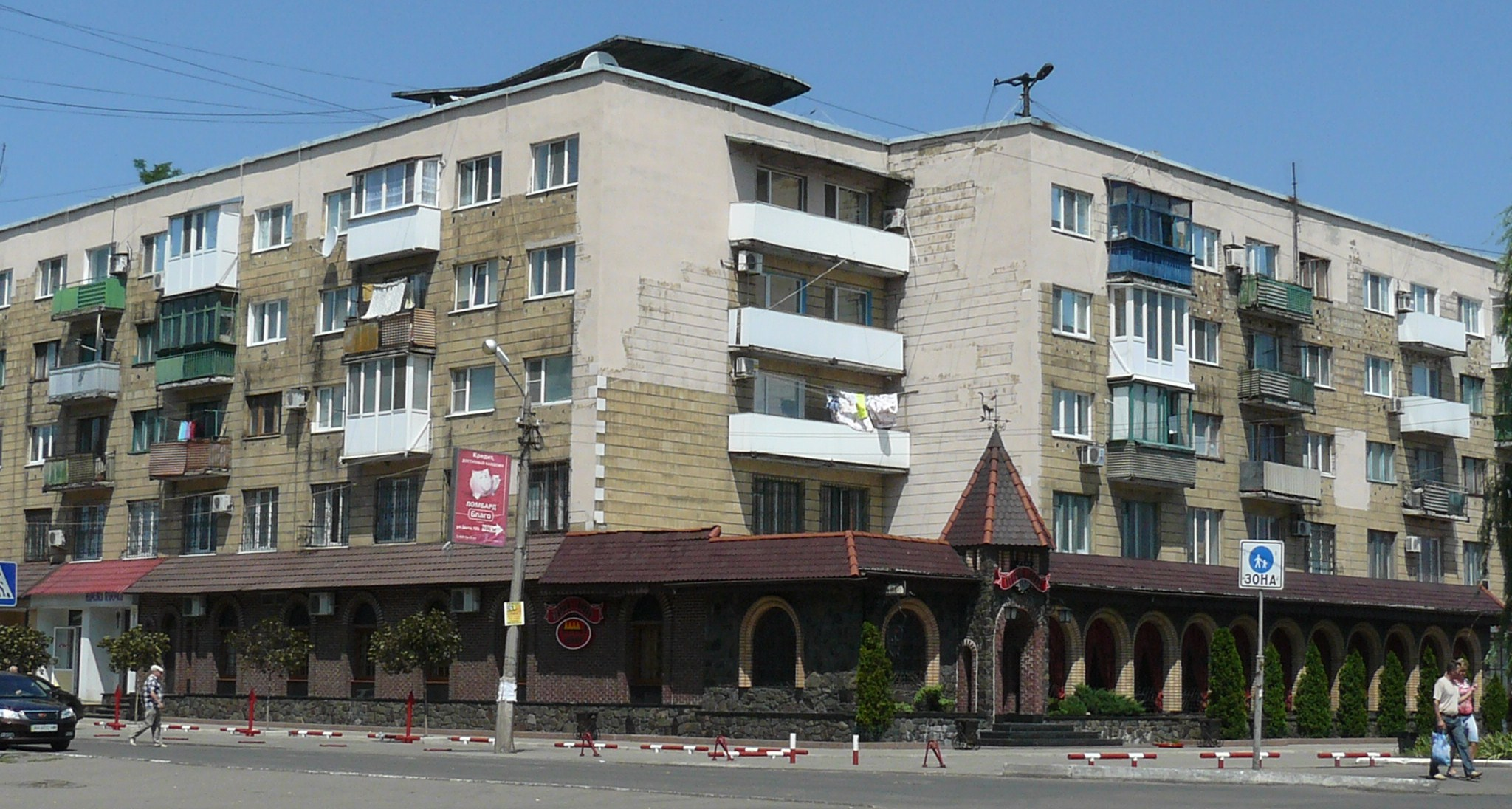
ポクロウシクの集合住宅区画
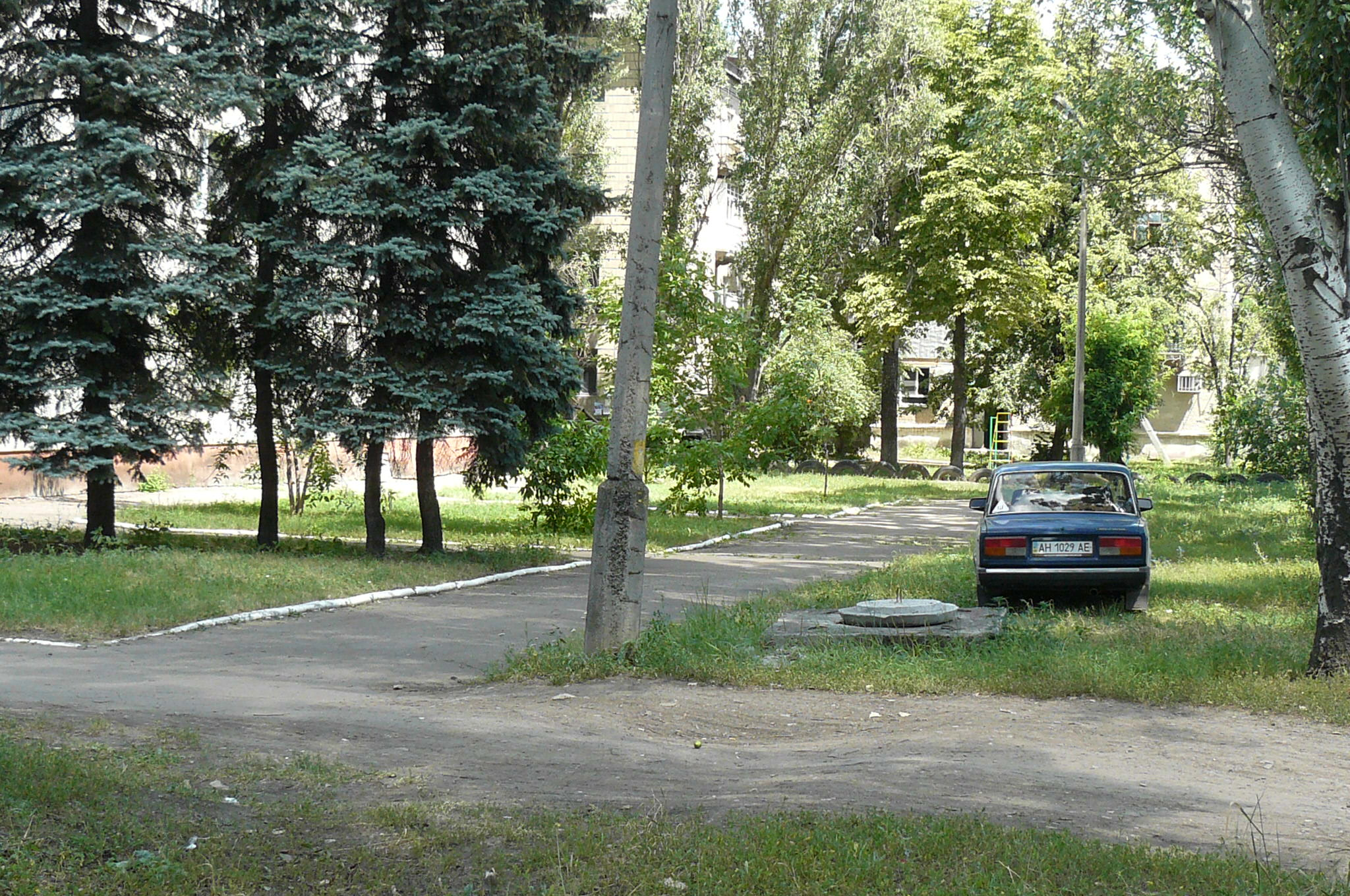
ポクロウシク中心地の並木
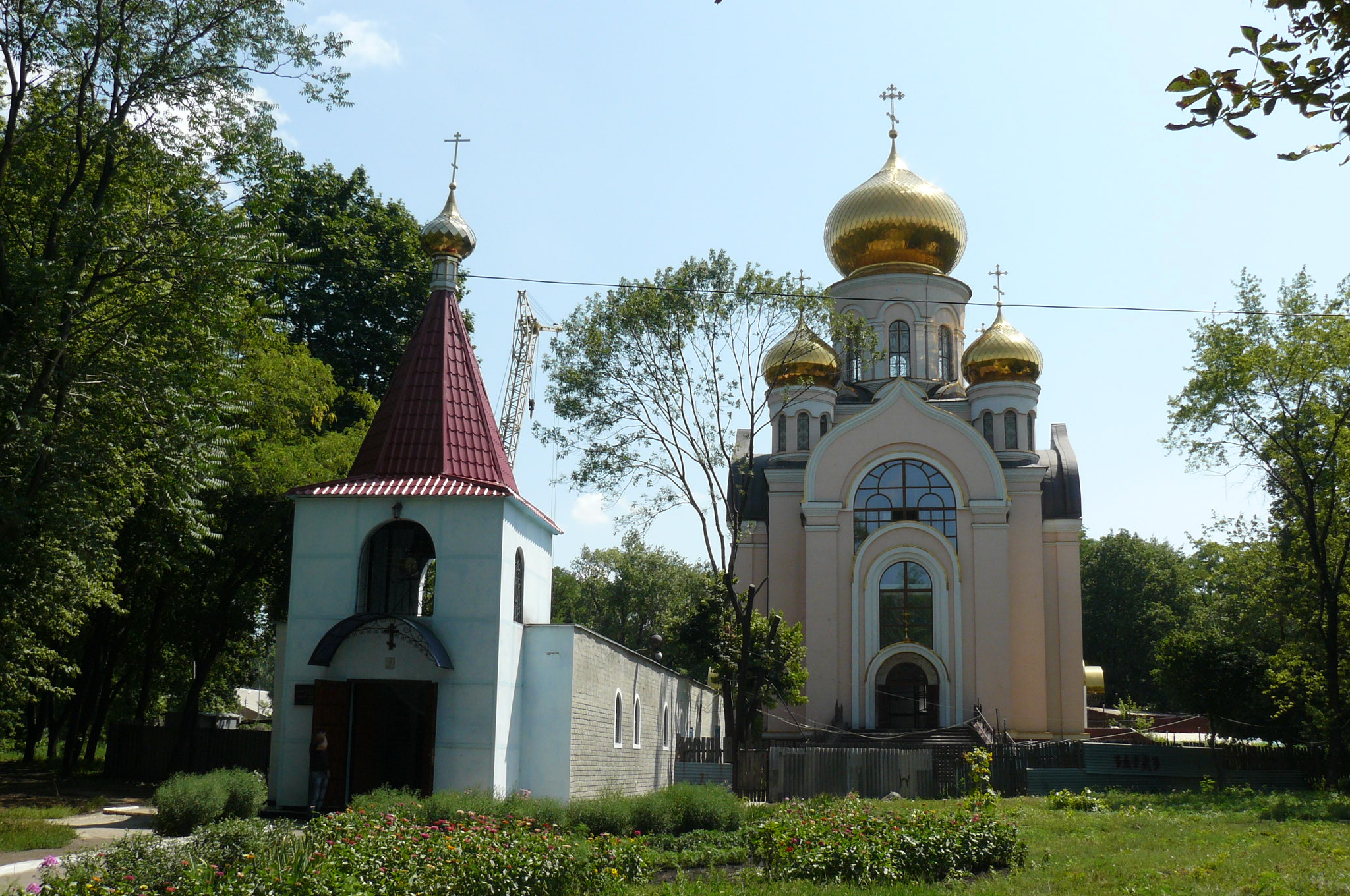
ポクロウシクの教会